# Івана (співачка)
Івана (нар. 31 січня 1969 року, Айтос, НРБ) — болгарська співачка. 

## Біографія
Ваня Тодорова Калудова народилася 31 січня 1969 року в Айтосі. В дитинстві майбутня співачка виступала зі своїм батьком, який з оркестром працював на березі Чорного моря. Івана закінчила Академію економіки у Свіштові (вивчала фінанси). Івана розпочала свою музичну кар'єру у 1999 році. Наступного року співачка здобула велику популярність після виходу альбому "100 патрона". Після першого великого успіху Івана продовжила наполегливо працювати та протягом наступних років стала однією з найуспішніших співачок Болгарії. 

## Дискографія
- 100 патрона (2000)
- Мирише на... любов (2003)
- Без Граници (2003)
- Няма спиране (2004)
- Доза любов (2005)
- Празник всеки ден (2006)
- Блясък в очите (2008)
- 10 години любов... и пак любов (2010)
- Обяснения не давам (2012)
- Не давам да се даваме (2015)
- Същата и не съвсем (2019)